# جوزفين ديكنسون
جوزفين ديكنسون (بالإنجليزية: Josephine Dickinson)‏ هي كاتِبة وشاعرة بريطانية، ولدت في 9 يناير 1957 في لندن في المملكة المتحدة.